# Ellentengernagy
Az ellentengernagy, vagy pontosabban hátul lévő tengernagy a tengerészet egyik rendfokozata, ami a szárazföldi haderő vezérőrnagyi rendfokozatának felel meg. Rendfokozati jelzése a karpaszományon egy széles aranysáv, felette egy keskeny hurkos aranysáv, vagy egy sáv és felette egy arany ötágú csillag. A tengernagy szó az arab eredetű admirális szóból ered, és a tengerek parancsnoka jelentésű amir-al-bahr kifejezésből származik. A hajó elején a tengernagy, a közepén az altengernagy, a végén pedig a hátul lévő tengernagy, azaz az ellentengernagy foglalt helyet.
A vitorlás flották korában jelent meg, ahol az ellentengernagy az utóvédet vezette. A tengernagy által irányított sok hajóból álló flotta hátsó részére is kellett valakinek figyelnie: ez volt a feladata a hátul lévő tengernagynak (rear admiral; rear = hátul lévő), amit magyar nyelvre ellentengernagyként fordítanak, főként francia mintára (contre-amiral). Mivel ez a feladat kevésbé volt kockázatos, így ezt többnyire fiatalabb tengernagyra bízták.
Közkeletű tévedés, hogy a hajóraj irányának változása esetén (például visszavonulás) átveszi a parancsnoklást – mondván ő került a hajóraj élére. A valóságban a vezénylési lánc élére csak akkor kerülhetett, ha a flotta irányításával megbízott tisztek ezt a feladatukat nem tudják ellátni (megsebesültek vagy meghaltak).
Az ellentengernagy egy mind a mai napig használatos rendfokozat a tengerészetnél és a partiőrségnél.

## Híres ellentengernagyok
- Horthy Miklós[2]
- Wilhelm von Tegetthoff
- Grace Hopper